# Lazzaro di Parp
Lazzaro di Parp (armeno Ղազար Փարպեցի; Parpi, 442 – dopo il 493) è stato un monaco cristiano e storico armeno del V secolo.

## Biografia
La maggior parte dei dati biografici di Lazzaro sono conosciuti dalla lettera autobiografica, scritta attorno al 490, indirizzata a Vahan Mamikonian. Lazzaro nacque intorno al 442 a Parpi, un villaggio situato nelle vicinanze della moderna città armena di Ashtarak. Fautore della famiglia Mamikonian, divenne amico personale di Vahan Mamikonian. Avendo mostrato già in età giovanile attitudini allo studio, nel 465 fu inviato a Costantinopoli per completare la propria educazione. Rimase nella capitale orientale fino al 470, anno in cui che ritornò in Armenia: dopo un soggiorno nella Shirak, si stabilì successivamente nella Syunik dove rimase dal 484 al 486 dapprima come eremita e poi come assistente del vescovo locale.
Nel 485, quando Vahan Mamikonian divenne marzpan di Armenia, Lazzaro fu nominato abate di Vagharshapat, incarico che gli procurò anche dei nemici. Accusato di eresia, nel 490 si rifugiò ad Amida, dove scrisse la sua Lettera a Vahan Mamikonian. Dall'esame di questo testo si ricava l'impressione che Lazzaro fosse consapevole della propria superiorità intellettuale, oppositore acerrimo di clero secolare, difensore delle prerogative dei monaci, ma contemporaneamente amante della buona cucina, e appassionato di caccia e pesca.
Convinto dell'innocenza di Lazzaro, nel 493 Vahan Mamikonian lo incaricò di comporre la Storia dell'Armenia. Non è nota la data di morte di Lazzaro; si suppone sia avvenuta nei primi anni del VI secolo. Secondo la tradizione, Lazzaro sarebbe stato sepolto vicino alle rovine di una chiesa situata nella valle di Parpi.

## Opere
Lazzaro di Parp è noto per due sue opere:
- Storia dell'Armenia, un'opera storica scritta attorno al 493 e pubblicata a Venezia nel 1793 dalla tipografia armena di San Lazzaro. L'opera può essere considerata una continuazione di quelle di Agatangelo e di Fausto Bizantino. La storia, divisa in tre parti, comprende il periodo compreso fra il regno di Arsace II e il trattato di Nvarsak (484). Nella storia di Lazzaro è inserita la cosiddetta Visione di Sant'Isacco Parto, in realtà opera di Fozio. La storia di Lazzaro è importante soprattutto per quanto che riguarda l'origine dell'alfabeto armeno, la diffusione della cultura greca in Armenia durante il V secolo, le informazioni sulle varie guerre sostenute dagli Armeni contro i Persiani, le informazioni geografiche e gli itinerari.

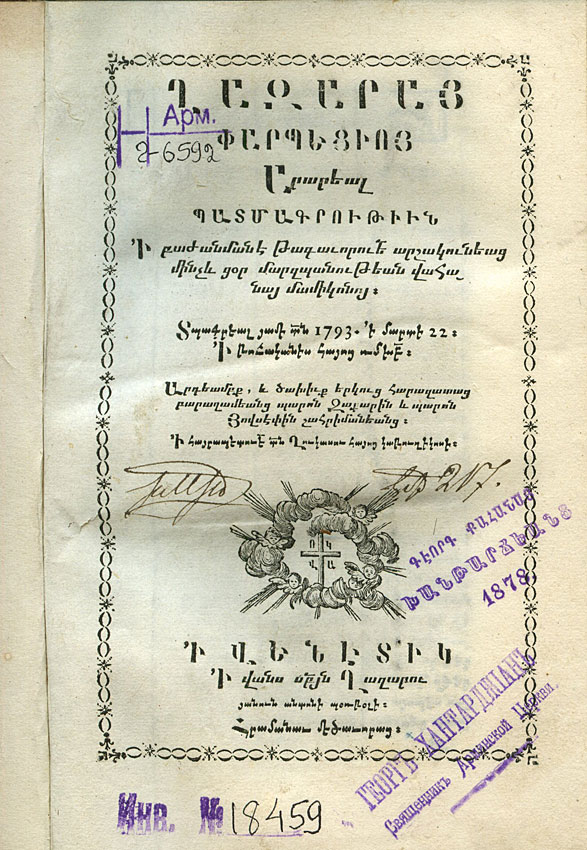
Storia dell'Armenia (edizione del 1793)

- Lettera a Vahan Mamikonian, un'opera autobiografica scritta attorno al 490, nella quale Lazzaro si difende dalle accuse di eresia lanciate contro di lui. La lettera costituisce la prima narrazione autobiografica scritta in armeno, e costituisce un documento importante e ricco informazioni sulla Chiesa e sulla società armena del V secolo.